# 格闘技ドキュメント SRC魂
『格闘技ドキュメント SRC魂』（かくとうぎドキュメント エスアールシーだましい）は、2009年10月4日から同年12月27日までテレビ東京で放送されていた総合格闘技「戦極」関連の情報番組である。放送時間は毎週日曜 24:35 - 25:00 （日本標準時、日付上は月曜 0:35 - 1:00）。

## 概要
2008年に旗揚げされた戦極を様々な角度から取り上げていた深夜番組。テレビマッチとして企画された「戦極G!杯」の模様も放送していた。
番組は第五陣前日に当たる2008年9月27日（土曜） 13:00 - 13:55 に一度特別番組『最強格闘技・戦極スペシャル』（さいきょうかくとうぎ・せんごくスペシャル）を放送した後、同年10月5日に『最強格闘技・戦極G!』（さいきょうかくとうぎ・せんごくゴールド）のタイトルでレギュラー放送を開始した。
戦極が2010年に「SENGOKU RAIDEN CHAMPIONSHIP」 (SRC) と名称変更するのに伴い、番組は2009年10月4日放送分をもって『格闘技ドキュメント SRC魂』と改題した。しかし、このタイトルを使用していたのは3か月間だけで、年明け1回目の2010年1月10日放送分をもって『格闘技伝説 雷電』と再度改題し、同年3月28日放送分をもって終了した。